# Cranmore (Wight)
Cranmore – wieś w Anglii, na wyspie Wight. Leży 12 km na zachód od miasta Newport i 127 km na południowy zachód od Londynu.